# Château de Hauteville (Charchigné)
Pour les articles homonymes, voir Château de Hauteville.
Le château de Hauteville se situe à Charchigné, canton du Horps, aux environs de Javron-les-Chapelles, dans le département de la Mayenne. Ses ruines se dressent à 1 200 m de Charchigné, sur une terre seigneuriale qui relève de Lassay. Elles laissent imaginer la richesse et l'élégance de la demeure au temps de sa splendeur et qui s'élevait en ce lieu avant l'incendie accidentel qui l'anéantit en 1922. Hauteville appartenait à Chevaigné-du-Maine jusqu'en 1838.

## Historique

### Féodalité
Les premiers seigneurs du lieu portaient le nom de Livet. Avant 1350, le chevalier Jean de Livet, seigneur d'Hauteville, donne une rente aux moines de Beaulieu pour être inhumé dans leur abbaye à Languédias.
En 1407, Jean d'Hauteville est seigneur du domaine. En 1478, meurt Gilles de Hauteville seigneur de Charchigné. En 1501, meurt son fils Jean II de Hauteville. En 1508, son fils Jean III d'Hauteville fonde, de trois messes par semaine, la chapelle du château qu'il dédie à la Vierge. Avant 1526, son frère Samson épouse Marguerite de Loré, parente d'Ambroise de Loré. Ils ont trois filles dont Isabelle de Hauteville qui sera au cœur d'un scandale en épousant le cardinal de Châtillon,.
En 1526, Lancelotte d'Hauteville, unique héritière de Jean III, apporte le domaine d'Hauteville aux d'Arquenay, en épousant Antoine d'Arquenay. Leur fils Claude d'Arquenay n'a lui aussi qu'une unique héritière, Julienne d'Arquenay.
Vers 1577, le capitaine François de Moré, seigneur de la Blanchardière, commandant d'une garnison à Lassay lors de sa prise par les huguenots, demeure à Hauteville sans en être propriétaire, mais au titre de fermier ou d'homme de guerre.
En 1581, Julienne d'Arquenay, épouse Nicolas d'Angennes, seigneur de Rambouillet. Hauteville devient alors la propriété de cet homme qui, quoique catholique, reste attaché à Henri IV.

### Famille du Hardas
Vers 1586, Thomas du Hardas (Hardaz), membre d'une famille angevine, originaire de la terre du Hardas de Louvaines, achète le domaine de Hauteville à Nicolas d'Angennes. En 1609, Thomas du Hardas époux de Louise de Couterne est seigneur de Hauteville. En 1623 il donne le domaine pour le mariage de leur fils Claude du Hardas (-1642) avec Julienne de Vaux, mais il meurt sans enfant.
En 1642, le frère de Thomas, Jacques du Hardas (-1725) époux de Louise Henriette du Liscouët (-1760) devient seigneur de Hauteville. Son fils aîné, Charles du Hardas, est marquis d'Hauteville, colonel d'infanterie et chevalier de Saint-Louis. Il se marie avec Françoise de Catay en 1761 et meurt en 1763, sans postérité. La succession revient à son neveu, Charles du Hardas (1743-1819), fils du comte Pierre du Hardas, lieutenant-colonel d'infanterie, chevalier de Saint-Louis, et de Marie Louise Bonne de Houllières.
Charles du Hardas épouse Françoise Perrine Madeleine de la Corbière, marquise de Juvigné, le 6 octobre 1769 en l'église d'Angers. Charles du Hardas, marquis d'Hauteville, est seigneur de Charchigné, Chevaigné, les Chapelles, La Roche, la Maleindrière, Guchaignier, Lelaisy, Courgady, Landres et d'autres lieux,. Le 17 juin 1788, il est représentant de la noblesse au bureau du district de Lassay. 
Son petit-fils, Charles Alexis du Hardas, est garde du corps personnel du roi Charles X. Il repose debout dans la crypte de la chapelle située dans le cimetière de Charchigné, une chapelle bâtie au XIXe siècle, ornée de magnifiques vitraux, dus à un maître verrier de Tours et dont le toit est recouvert de cuivre.

### Construction du château
Le marquis Charles du Hardas (1743-1819) commande la construction du château d'Hauteville dépendant de la paroisse de Charchigné, à Pierre Pommeyrol, vers la fin du XVIIIe siècle. Pommeyrol est l'architecte du château de Craon, celui de Bel-Air et l'ancien Hôtel Piquois à Laval. Les sculptures sont confiées à l'artiste Lemeunier qui a également travaillé à Craon. 
Charles du Hardas prévoit de faire construire une résidence somptueuse à Hauteville et les travaux commencent à partir de 1783. Mais ce projet d'une « œuvre classique et de belle ligne » se heurte aux réalités de son époque. Pommeyrol ne peut achever le château car des troubles fréquents agitent déjà la Mayenne, appauvrie par la rareté des grains, l'hiver très rigoureux et la misère générale. Le gros œuvre du bâtiment est pourtant bien avancé aux premières lueurs de la Révolution française, en 1789. 
Cette demeure est précédée d'une avenue de 800 m, due à André Le Nôtre, d'un perron de cinq marches et elle présente un vaste corps de logis de trois étages percés de multiples fenêtres. Au milieu de la façade de 40 m de long, se dresse un fronton triangulaire, orné des blasons et des chiffres de la famille du Hardas et surmonté d'un belvédère. De chaque côté du château, des pavillons irréguliers complètent tout un ensemble « d'une construction séreuse et solide ». Sa somptueuse avenue bordée d'une double haie de hêtres est la troisième de France.
L'intérieur comporte un grand vestibule central avec des colonnes terminées par des chapiteaux au décor de feuillage torsadé. Ce vestibule donne accès à un vaste salon habillé de boiseries sculptées puis à des salles de réception de grande hauteur sous plafond. À l'étage, ce sont les appartements où l'intimité d'un style de vie est privilégiée par rapport au siècle précédent.

### Période révolutionnaire

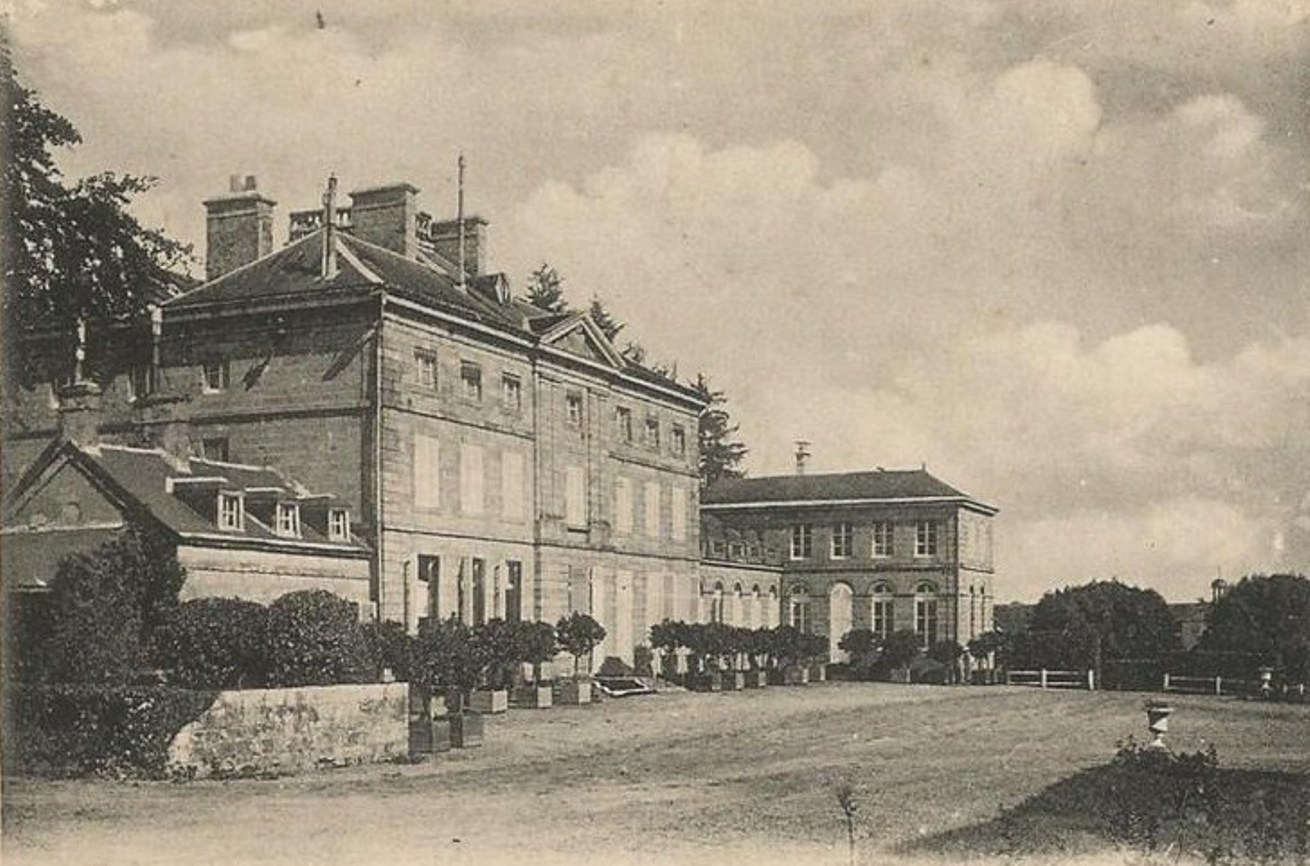
Le château de Hauteville en 1914, propriété de Mathilde de Montesquiou-Fézensac depuis 1902 au décès de son père, le contre-amiral Bertrand de Montesquiou-Fézensac.

Le 28 juillet 1789, des émeutiers pillèrent et brûlèrent le château de la Motte de Madré et le château de Vaugeois. Un habitant de Neuilly-le-Vendin, François Desgnetais, qui disait avoir assisté au sac de ces deux châteaux, disait à qui voulait bien l'entendre « Il faut que le chartrier d'Hauteville ait son tour ; dès que vous entendrez le tocsin, rassemblez-vous et marchez sur Hauteville. Si vous restez sourd à mon appel, je viendrai avec deux mille normands qui y mettront tout à feu et à sang dans vos paroisses ». Le jeudi matin 31 juillet, ils furent 1500 à se rassembler sur la place du petit bourg de Chevaigné et malgré l'intervention des curés de Chevaigné et des Chapelles, venus leur faire entendre raison, « armés de fusils, brocs, fourches, piques et autres armes », sous les ordres de Desgenetais et de Lucien Loison, ils marchèrent sur Hauteville où ils arrivèrent à midi. L'intendant leur ayant échappé, les émeutiers décidèrent de fouiller eux-mêmes le château pour y découvrir le fameux chartrier qui fut livré aux flammes d'un feu de fagots et de genêts, « Rien ne fut soustrait à la destruction ». Les responsables de ces actes de vandalisme furent d'abord arrêtés, puis, dans un second temps, condamnés à mort et enfin relâchés.
Le château échappa de justesse à l'incendie du 30 juillet mais il fut pillé par les révolutionnaires, son mobilier, ses portes, ses fenêtres qui n’étaient pas encore toutes placées, furent vendues à un prix dérisoire. Il fut à nouveau menacé le 14 novembre 1790. Le 26 juin 1791, deux détachements de gardes nationaux, sous les ordres de Beauvais et Durand, vinrent à leur tour enfoncer les portes des armoires qui restaient et casser les bouteilles dans les caves sans oublier d'emporter avec eux sept fusils de chasse. II subit encore une perquisition le 14 juillet 1793 et finit par devenir une salpêtrière où l'on fabriquait du salin. Le 27 juillet 1799, les Chouans enlevèrent, de sur le château, une charretée de plomb ; le reste (7 à 8 charretées) fut transporté à Lassay.

### XIXesiècle

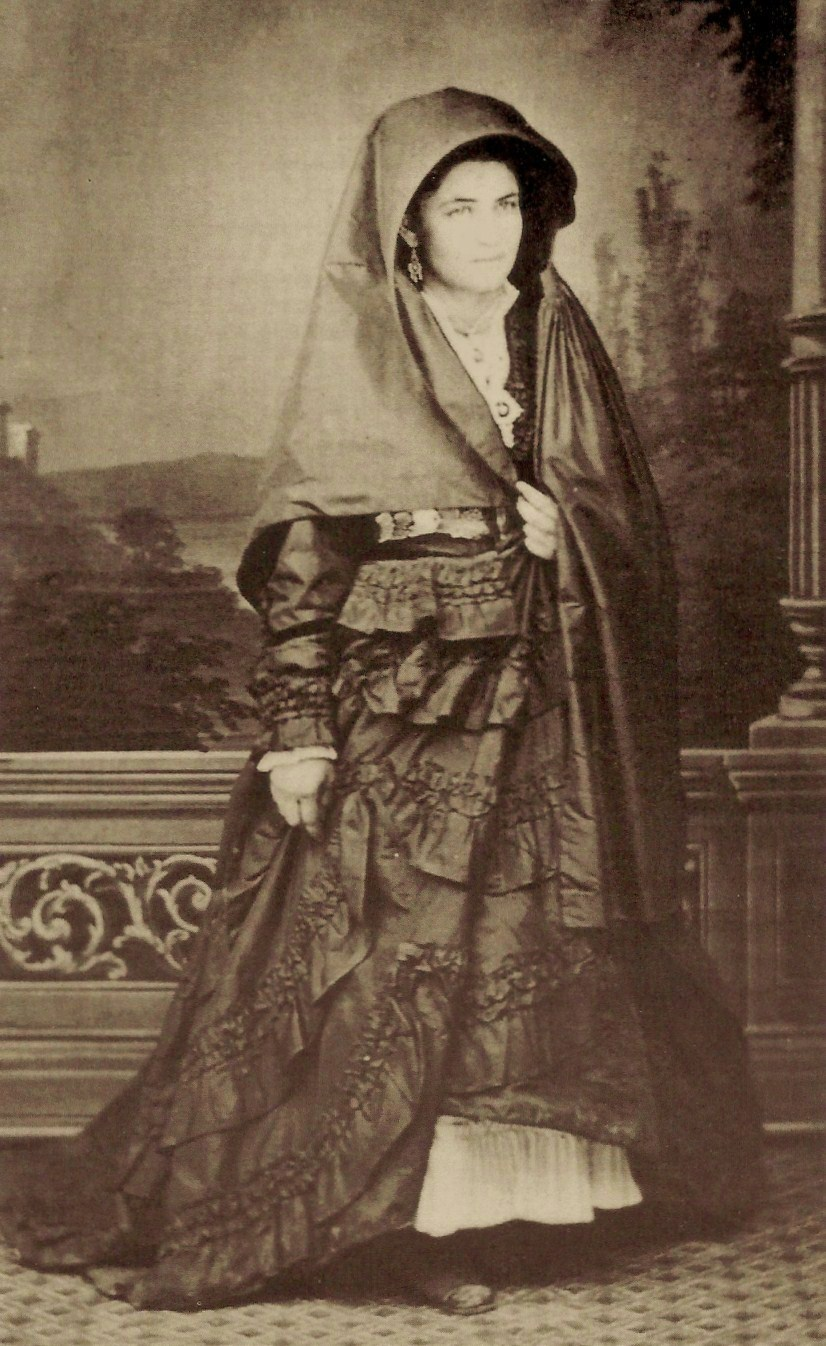
Mélanie Prudhomme de la Boussinière (1805-1882), marquise de Hauteville, vers 1860. Elle est la seconde fille de René Jean François Prudhomme de la Boussinière (1766-1837) et de Rebecca Élisabeth Burrows (1770-1863). Ses parents se sont mariés en la paroisse de Saint-Martin à Birmingham, canton de Warwick en Angleterre, le 3 décembre 1801.

Françoise de la Corbière de Juvigné, veuve depuis 1819, transmet de son vivant le château de Hauteville et ses terres à son petit-fils Charles Alexis du Hardas et son épouse, Mélanie Françoise Prudhomme de la Boussinière. En 1847, Hauteville reçoit une visite policière à l'occasion des prétendus complots légitimistes. À la suite de l'arrestation de Mme d'Hauteville et aux perquisitions faites à son château de Hauteville en juillet 1847, Paul Boudet monta à la tribune de l'Assemblée nationale pour dénoncer les menées légitimistes dans les arrondissements de Laval et de Mayenne.
Le marquis Charles Alexis du Hardas meurt le 31 décembre 1873 en son château de Hauteville. Sans descendance directe, Mélanie Prudhomme de la Boussinière lègue en 1882, le château à sa petite-nièce, Émilie de Pérusse des Cars et son époux, le comte Bertrand de Montesquiou-Fézensac dont l'ascension dans la marine, lui permet d’accéder au grade de contre-amiral. Ils se sont mariés le 24 août 1874 dans le 7e arrondissement de Paris. De cette union est née une fille unique, Mathilde de Montesquiou-Fézensac, le 29 juillet 1883, rue de Brest à Lorient, lieu dit Nouvelleville en Meurville dans le département du Morbihan.
Émilie de Pérusse des Cars meurt de maladie à l'âge de 57 ans, en son château de Hauteville, le 1er mars 1901 et Bertrand de Montesquiou-Fézensac, l'année suivante, le 24 juillet 1902 à Paris dans son hôtel particulier du 7e arrondissement à l'âge de 65 ans. Il est inhumé aux côtés de son épouse à la chapelle de Hauteville dans le cimetière de Charchigné. Mathilde au jour du décès de ses parents, est alors mineure et elle est confiée sous la responsabilité de sa tante Hélène Standish, née de Pérusse des Cars, suivant les dispositions testamentaires légales. Hélène est l'épouse de Lord Henry Noailles Widdrington Standish of Standish, une très ancienne famille aristocratique britannique. Le couple s'occupe également de la gestion du domaine de Hauteville.
Mathilde de Montesquiou-Fézensac à sa majorité devient la propriétaire de Hauteville et se marie à Charchigné le 26 avril 1920 avec le célèbre organiste et compositeur, Charles-Marie Widor, de quarante ans son aîné.

### La splendeur
Le château à l'époque de sa splendeur employait une cinquantaine de domestiques. Il comprenait 99 chambres. L'entretien de l'aile principale occupait une personne l'année durant. Il permettait à plusieurs familles de vivre sur les terres. Les fermiers étaient en métayage. Ils n'étaient pas riches, mais ne manquaient cependant pas du nécessaire. Tout devait être partagé de moitié avec le château. Des règles étaient à respecter de façon draconienne : les fermiers n'étaient pas assurés de rester d'une année sur l'autre sur la même exploitation. L'intendant régnait en maître. Un certain Galereau, un novateur dans l'agriculture, qui introduisit le chou cavalier dans la région, et fit le premier coucher les vaches dehors, était particulièrement craint.

### L'incendie

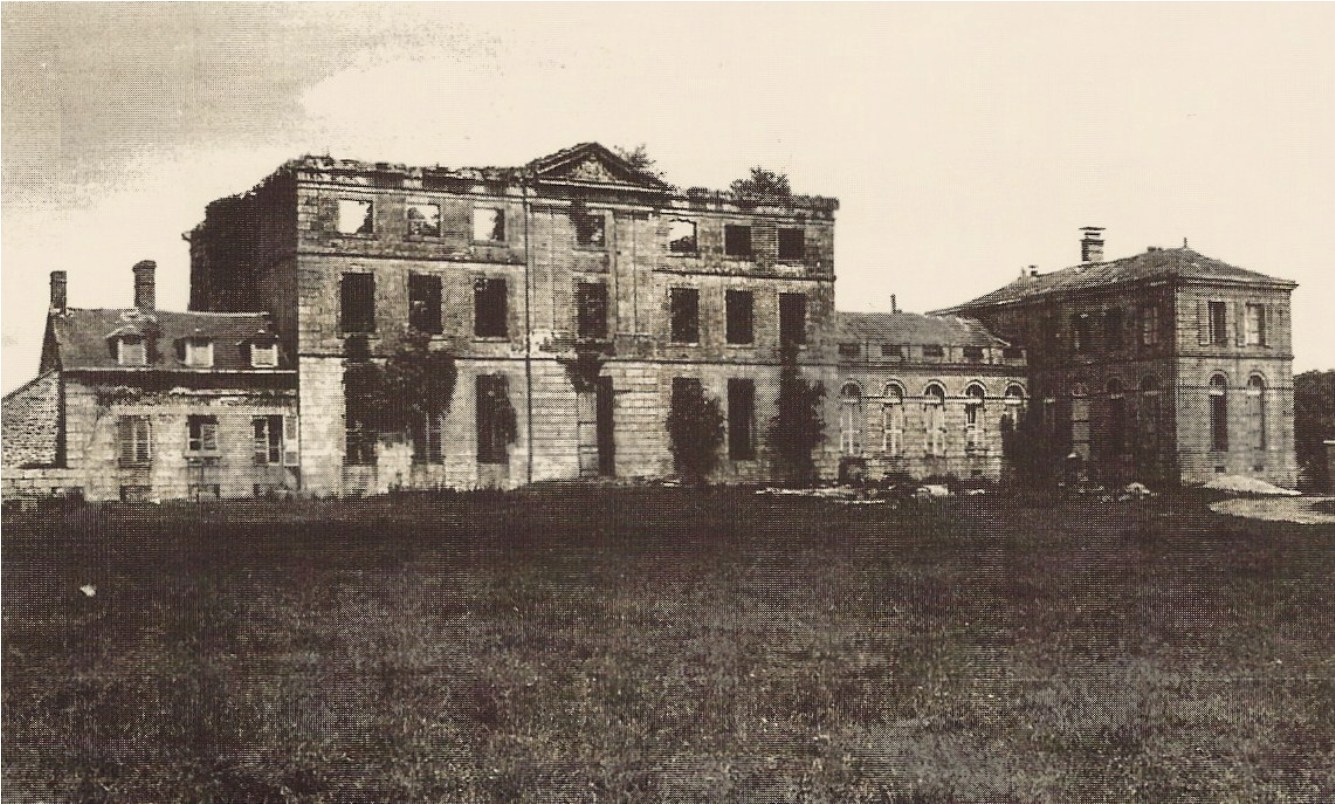
Le château de Hauteville en 1922, juste après le sinistre.

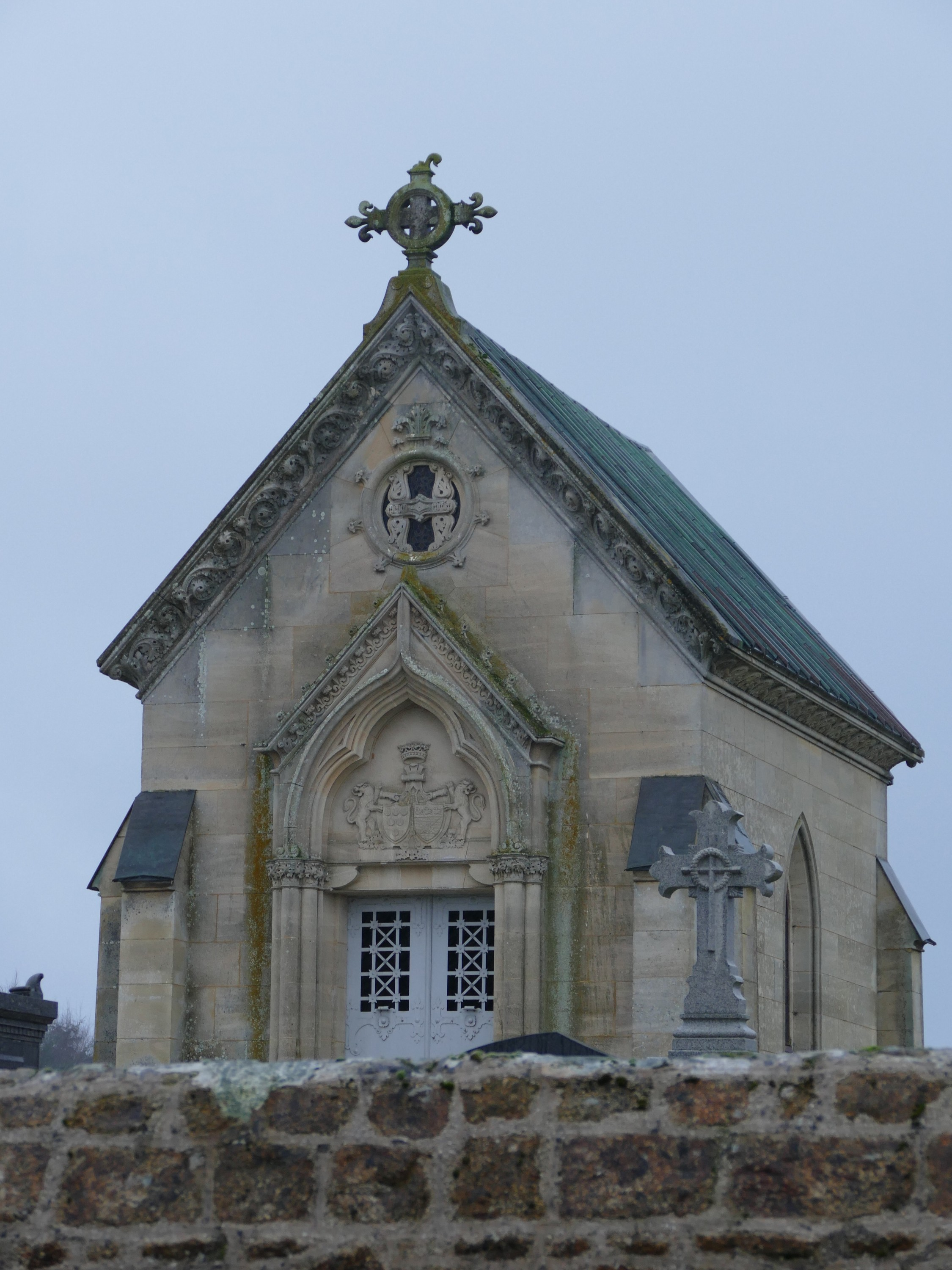
La chapelle de Hauteville située au cimetière de Charchigné.

Le 13 novembre 1922, vers 3 h du matin, le tocsin sonne à Charchigné pour alerter la population. Le château est la proie des flammes. L'incendie s'est allumé dans les combles par une poutre près de laquelle se trouve un tuyau de chauffage central qu'alimente un immense calorifère, qui peut contenir un stère de bois. 
La veille, un maçon, M. Auffray, était mis en alerte par le personnel intrigué par une forte odeur de brûlé. Il constate que le feu commençait à « couver » et qu'il prendrait vite de l'ampleur. « Si vous ne faites rien, dans quelques heures, le château sera en feu », dit-il avant de prendre congé de ses hôtes. Ses paroles ne sont pas entendues, et par négligence, l'incendie se déclare. 
Les secours ne tardèrent pas trop, cependant le sinistre se propage à une très grande vitesse, dévorant en premier les boiseries. Rien n'était ignifugé. L'aile droite seule est en partie préservée et le feu s'arrête à la chapelle de l'aile gauche. Plusieurs compagnies de pompiers viennent avec des pompes à bras. La plupart des meubles, plus ou moins endommagés, sont sortis par les pompiers et les personnes du village. Des fauteuils, une bibliothèque, des tableaux, des horloges, de la vaisselle, des tables sont ainsi mis à l'abri dans les vastes communs. D'autres quittent vraisemblablement les lieux sous le manteau. 
Le tocsin se fait entendre pendant plus de 36 heures et le château se consume ainsi pendant près de trois semaines. Des objets mobiliers, des objets d'art d'une richesse inestimable, ne seront pas sauvés. Cinq personnes sont blessées en combattant le feu : trois pompiers, le gardien du château, et un habitant de Charchigné que l'on a dit « trop zélé » à sa tâche.

### L'agonie
Mathilde Widor résidant à Paris chez sa tante Hélène Standish au no 3 rue de Belloy, ne revient à Hauteville que pour fuir la capitale en juin 1940. Elle y demeure jusqu'à la fin de la guerre avec maître d'hôtel et cinq domestiques. Mathilde envisage de faire reconstruire le château mais elle juge que ses moyens financiers ne lui permettent pas. En plus des terres d'Hauteville, elle possède immeubles et hôtels à Paris. Elle laisse Hauteville en piteux état, sans doute parce qu'elle ne s'y plaît pas et qu'elle n'a que très peu de liens avec la souche de la famille d'Hauteville, qui de tout temps se réfugie en terre de Cornouailles, dont les descendants au trône de Jérusalem menacés de mort, sont restés en Asturies. La guerre d'Espagne les chasse et ils reviennent en France dans les années soixante. Le comte d'Hauteville, Émilio, étant encore enfant, ne put faire valoir ses droits. Les fermes du château sont vendues une par une, en l'espace de très peu d'années. Mettant à profit les dispositions du nouveau statut du fermage édicté en 1945, les  métayers qui les exploitent, usent pour la plupart du  droit de devenir fermiers et eurent ensuite la possibilité de les acheter. La magnifique haie de hêtres est malheureusement abattue en 1961, et une carrière de sable, ouverte à proximité, finit par défigurer le site.

### La renaissance
Le château, en ruines depuis 40  ans, avec ses vastes dépendances toujours debout, devient dans les années 1960 la propriété de M. Roger Bordelet, fils des anciens métayers de l'une des fermes proches du château : l'Angeboudière. L'affaire familiale est reprise par Éric Bordelet en 1992. Sa formation débute à l'école hôtelière de Granville dans le département de la Manche. Il est diplômé d’œnologie viticole, devient sommelier dans plusieurs grands restaurants parisiens dont l'Arpège de 1986 à 1991, établissement trois étoiles du chef Alain Passard, rue de Varenne à Paris dans le 7e arrondissement. Un des objectifs d'Éric Bordelet et de son épouse Céline, est la restauration du château dont il ne reste que les murs délabrés, excepté les caves voutées demeurées en bon état. Le couple obtient une subvention du conseil général de la Mayenne en 2013, destinée à financer la construction d'un bâtiment de transformation et de conditionnement. L'année suivante, l'intérieur du château est entièrement déblayé et les ouvertures sont étayées. Une fois l'ensemble des travaux terminés, toute l'exploitation, les chais, le stockage et la salle de dégustation actuellement dans les dépendances, seront transférés dans le château. Les caves voutées qui occupent une surface de 400 m2 serviront à la fabrication du calvados.